# Amt Moorrege
Amt Moorrege er et amt i det nordlige Tyskland, beliggende i den sydvestlige del af Kreis Pinneberg. Kreis Pinneberg ligger i den sydlige del af delstaten Slesvig-Holsten. Administrationen er beliggende i byen Moorrege og det grænser mod nord til Amt Elmshorn-Land, mod vest til Amt Haseldorf, mod syd og øst til byerne Wedel og Uetersen.
Ind til 1. juli 2006 havde kommunen Appen amtsfrihed, men slog sig da sammen med Amt Moorrege. Der er planlagt en sammenlægning med Amt Haseldorf. 

## Kommuner i amtet
- Appen
- Groß Nordende
- Heidgraben
- Heist
- Holm
- Moorrege
- Neuendeich